# Gustav Haloun
Gustav Haloun (Brtnice, 1898. január 12. – Cambridge, 1951. december 24.) cseh sinológus.

## Élete és munkássága
Gustav Haloun Bécsben, majd Lipcsében folytatta tanulmányait. Ez utóbbi helyen 1923-ban szerzett doktori fokozatot. A prágai Károly Egyetemen habilitált, ahol 1926-tól 1927-ig tanított. 1931–1938 között a Göttingeni Egyetemen oktatott, majd a Cambridge-i Egyetem kínai nyelv és történelem fakultásának tanszékvezetője lett. Kutatási területe az ókori kínai filozófia volt, kéziratait jelenleg a Cambridge University Library őrzi. 